# 달성군
달성군(達城郡)은 대한민국 대구광역시에 있는 군이다. 1995년 3월 1일에 경상북도에서 대구광역시로 편입되었다. 행정구역은 6읍 3면이고, 군청 소재지는 논공읍 금포리이며, 군의 이름은 대구의 옛 이름이자 별호(別號)인 달성(達城)에서 따왔다. 현재 전국의 군 지역 중 인구 1위이다.
달성군의 관할 구역은 1981년 7월 1일에 대구직할시가 설치될 때까지 편입되지 않은 잔여 지역으로 구성되어 있다. 지리적으로 중부(3읍), 남부(2읍·1면), 북부(다사읍·하빈면), 동부(가창면)의 4개 권역으로 나눌 수 있는데, 다사읍과 하빈면은 달서구에 의해 분리된 월경지이고, 가창면은 비슬산 때문에 분리되는 사실상의 월경지이다.

## 역사
- 1914년 4월 1일 : 경상북도 대구부(대구면 제외)와 현풍군을 통합하여, 경상북도 달성군으로 개편하였다.[1][2]

16면 - 수성면, 달서면, 성북면, 해안면, 공산면, 가창면, 다사면, 하빈면, 성서면, 월배면, 화원면, 옥포면, 논공면, 현풍면, 유가면, 구지면
- 1917년 4월 1일 : 수성면 대명동과 봉덕동의 각 일부를 대구부로 이관하고,[3] 유가면 가천동을 구지면에 환원하였다.
- 1938년 10월 1일 : 수성면, 달서면, 성북면을 대구부로 이관하였다.[4] (13면)
- 1940년 7월 1일 : 해안면을 동촌면으로 개칭하였다.
- 1958년 1월 1일 : 동촌면, 월배면, 성서면, 공산면, 가창면을 대구시로 이관하였다.[5] (8면)
- 1963년 1월 1일 : 대구시로부터 47개 법정동이 환원되어 월배면·성서면·공산면·가창면을 다시 설치하였다.[6] (12면)
- 1973년 7월 1일 : 화원면 대곡동을 월배면에 편입하였다.[7]
- 1979년 5월 1일 : 월배면이 월배읍으로 승격하였다.[8] (1읍 11면)
- 1980년 12월 1일 : 성서면이 성서읍으로 승격하였다.[9] (2읍 10면)
- 1981년 7월 1일 : 월배읍·성서읍·공산면을 각각 대구직할시 남구·서구·동구로 이관하였다.[10] (9면)
- 1983년 6월 20일 : 달성지방산업단지(1,241평)를 조성하였다.
- 1988년 5월 3일 : 동을 리로 일괄적으로 개칭하였다.[11]
- 1989년 4월 3일 : 논공면에 공단출장소(남리·북리·본리리 관할)를 설치하였다.[12]
- 1992년 3월 1일 : 화원면이 화원읍으로 승격하였다. (1읍 8면)
- 1995년 3월 1일 : 달성군 전역이 대구광역시에 편입되었다.[13]
- 1995년 4월 20일 : 화원읍 구라리 일부를 달서구로 편입하였다.
- 1996년 9월 1일 : 논공면이 논공읍으로 승격하였다.[14] (2읍 7면)
- 1997년 11월 1일 : 다사면이 다사읍으로 승격하였다. (3읍 6면)
- 2001년 3월 19일 : 다사읍에 서재출장소(서재리·세천리·방천리 관할)를 설치하였다.
- 2005년 5월 25일 : 달성군청 소재지를 대구광역시 남구 대명11동 1583번지에서 대구광역시 달성군 논공읍 금포리 1313번지로 이전하였다.
- 2014년 3월 29일 : 현풍면 성하리에 달성종합스포츠파크를 개장하였다.
- 2018년 3월 1일 : 유가면이 유가읍으로 승격하였다.[15] (4읍 5면)
- 2018년 11월 1일 : 옥포면, 현풍면이 옥포읍, 현풍읍으로 각각 승격하였다. (6읍 3면)

## 지리
화원읍과 옥포읍을 거쳐 유가읍까지 내려오는 비슬산맥을 중심으로 하는 중부산지와 낙동강을 중심으로 하는 서부저지로 나뉜다. 비슬산맥에는 주봉인 비슬산과 함께 주암산, 청룡산, 산성산 등이 있다. 동부지역인 가창면에는 최정산, 상원산이 있고, 남부지역인 현풍읍에는 대니산, 북부지역인 다사읍에는 와룡산이 있다. 지질은 중생대 백악기 경상계퇴적암과 이를 관입한 불국사화강암이 주로 분포한다.
군의 서쪽 경계를 따라 흐르는 낙동강은 지류인 금호강과 다사읍 남단에서 합류하여 총 7개 면의 서단을 흐른다. 이들 하천 유역에는 왕선들, 옥공들, 현내들 등의 넓은 평야가 펼쳐져 곡창지대를 이룬다. 낙동강과 금호강이 합류하는 지점에도 쌀 생산지인 강창벌이 형성되어 있다. 낙동강 본류의 구간은 하빈면 묘리에서 구지면 대암리까지 55km에 이른다. 가창면에는 가창저수지(가창댐), 유가읍에는 달창저수지가 있다.

## 행정 구역
달성군의 행정 구역은 6읍 3면, 255개의 행정리와 95개의 법정리로 구성되어 있다. 달성군의 면적은 426.67 km2이며, 인구는 2020년 1월 초 주민등록 기준으로 25만6792 명, 10만4092 가구이다. 달성군은 2010년대에 대구광역시의 기초자치단체 중 거의 유일하게 인구가 증가하고 증가 속도도 빨라서 2008년에 17만명이었던 인구가 2021년에 26만명까지 늘었다.

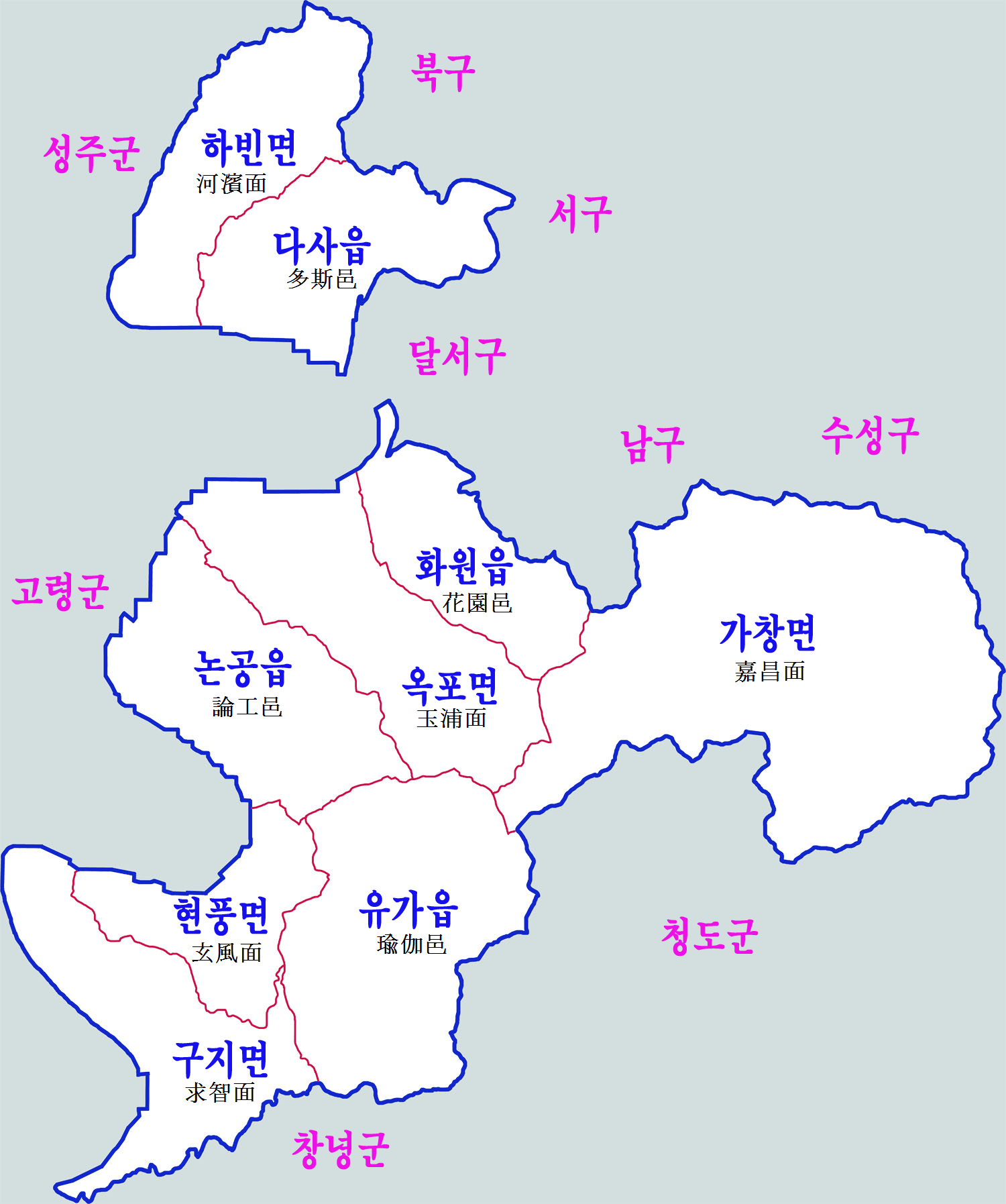
위 지도에는 현풍읍, 옥포읍의 읍승격이 반영돼있지 않다.

| 읍·면  | 한자   | 면적 (km ²) | 인구    | 세대    |
| ------ | ------ | ----------- | ------- | ------- |
| 화원읍 | 花園邑 | 27.68       | 46,661  | 19,933  |
| 논공읍 | 論工邑 | 43.87       | 16,454  | 8,551   |
| 다사읍 | 多斯邑 | 36.66       | 92,260  | 36,245  |
| 유가읍 | 瑜伽邑 | 57.37       | 30,629  | 11,929  |
| 옥포읍 | 玉浦邑 | 48.94       | 23,908  | 10,926  |
| 현풍읍 | 玄風邑 | 24.47       | 22,110  | 11,879  |
| 가창면 | 嘉昌面 | 111.17      | 7,329   | 3,651   |
| 하빈면 | 河濱面 | 36.70       | 3,353   | 1,957   |
| 구지면 | 求智面 | 39.75       | 19,380  | 9,118   |
| 달성군 | 達城郡 | 426.67      | 262,084 | 114,189 |

* 인구·세대는 2023년 12월 31일 주민등록 기준

## 인구
달성군의 연도별 인구 추이
| 연도   | 총인구    |  | 비고                                                                     |
| ------ | --------- |  | ------------------------------------------------------------------------ |
| 1960년 | 79,844명  |  |                                                                          |
| 1965년 | 133,511명 |  | 월배면·성서면·공산면·가창면이 대구시로부터 환원 (1963년 1월 1일)         |
| 1970년 | 130,842명 |  |                                                                          |
| 1975년 | 138,021명 |  |                                                                          |
| 1980년 | 158,548명 |  |                                                                          |
| 1985년 | 79,619명  |  | 월배읍·성서읍·공산면을 대구직할시 남구·서구·동구로 이관 (1981년 7월 1일) |
| 1990년 | 91,548명  |  |                                                                          |
| 1995년 | 117,022명 |  |                                                                          |
| 2000년 | 143,626명 |  |                                                                          |
| 2005년 | 156,503명 |  |                                                                          |
| 2010년 | 176,399명 |  |                                                                          |
| 2015년 | 185,062명 |  |                                                                          |
| 2016년 | 193,669명 |  |                                                                          |
| 2017년 | 220,233명 |  |                                                                          |
| 2018년 | 244,550명 |  |                                                                          |
| 2019년 | 252,035명 |  |                                                                          |
| 2020년 | 256,792명 |  |                                                                          |

## 교육 기관
- 폴리텍대학

|  | - 한국폴리텍6대학 달성캠퍼스(논공읍) |

- 대학원대학교

|  | - 대구경북과학기술원 |

- 고등학교

|  | - 다사고등학교(다사읍) - 달서고등학교(하빈면) - 대구소프트웨어마이스터고등학교(구지면) - 대원고등학교(화원읍) - 대구공업고등학교 테크노폴리스 캠퍼스(유가읍) | - 심인고등학교(다사읍) - 포산고등학교(현풍읍) - 현풍고등학교(현풍읍) - 비슬고등학교(현풍읍) - 화원고등학교(화원읍) |

- 평생교육

|  | - 한남중미용정보고등학교(화원읍) |

- 중학교

|  | - 서동중학교(다사읍) - 달서중학교(하빈면) - 구지중학교(구지면) - 천내중학교(화원읍) - 달성중학교(화원읍) - 포산중학교(유가읍) | - 가창중학교(가창면) - 현풍중학교(현풍읍) - 논공중학교(논공읍) - 다사중학교(다사읍) - 유가중학교(유가읍) - 서재중학교(다사읍) | - 화원중학교(화원읍) - 북동중학교(논공읍) - 심인중학교(다사읍) - 왕선중학교(다사읍) - 경서중학교(옥포읍) - 한울안중학교(현풍읍) |

## 자매 도시
| 지역 & 국가    | 도시             | 도시                          |
| -------------- | ---------------- | ----------------------------- |
| 대한민국       | 경기도           | 이천시(2004.11.30)            |
| 대한민국       | 전라남도         | 담양군(1984.8.8)              |
| 중화인민공화국 | 저장성(浙江省)   | 자싱시(嘉兴市) 난후구(南湖区) |
| 중화인민공화국 | 허베이성(河北省) | 랑팡시(廊坊市)                |

## 같이 보기
- 다사권역
- 대한민국의 지리